# Qoţūrlār
Qoţūrlār (persiska: قُطورلار, قطورلار) är en ort i Iran.   Den ligger i provinsen Västazarbaijan, i den nordvästra delen av landet, 600 km väster om huvudstaden Teheran. Qoţūrlār ligger 1 290 meter över havet och antalet invånare är 317.
Terrängen runt Qoţūrlār är platt österut, men västerut är den kuperad.Runt Qoţūrlār är det ganska tätbefolkat, med 185 invånare per kvadratkilometer. Närmaste större samhälle är Urmia, 10,4 km väster om Qoţūrlār. Trakten runt Qoţūrlār består till största delen av jordbruksmark.